# Рибников Микола Миколайович
Мико́ла Микола́йович Ри́бников (рос. Никола́й Никола́евич Ры́бников; 13 грудня 1930, Борисоглєбськ, Воронезька область, Російська РФСР — 22 жовтня 1990, Москва, Російська РФСР) — радянський актор. Заслужений артист РРФСР (1964), Народний артист РРФСР (1981).

## Біографія
Виріс у Сталінграді, де закінчив залізничну школу. Навчався у школі № 5 (колишній чоловічій гімназії). Тут, на підмостках шкільної сцени, й помічено ознаки його акторської обдарованості. Був актором допоміжного складу Сталінградського драматичного театру. Навчався у Сталінградському медичному інституті. Рано залишився без матері. У 1944 році виїхав до Сталінграду його батько, син перебрався до нього. Деякий час вони жили разом, але батько незабаром помер.
У 1948 році вступив до московського Всесоюзного державного інституту кінематографії (майстерня Сергія Герасимова і Тамари Макарової), який закінчив у 1953 році. Московський зоряний період Рибникова, його одруження з актрисою, красунею Аллою Ларіоновою, їхню взаємну любов і коло спілкування на рівні світових зірок досить повно описано в безлічі столичних видань. Під час навчання дар майстерно наслідувати відомих людей і тяга до розіграшів одного разу мало не обійшлися Рибникову дорого — про цю історію розповів згодом у своєму фільмі «Яка чудова гра» (1995) Петро Тодоровський.
З 1953 року — актор Театру-студії кіноактора. Дебют у кіно пройшов майже непоміченим, це фільм «Команда з нашої вулиці», роль Дроздова. По-справжньому його акторський талант розкрився в режисерів Олександра Алова та Володимира Наумова в картині «Тривожна молодість» і у М. Швейцера в «Чужій рідні».
Справжня всесоюзна слава прийшла до артиста після стрічок «Весна на Зарічній вулиці» (1956), котру поставили Ф. Миронер і М. Хуцієв, і «Висота» (1957) режисера Олександра Зархі. У 1958 році Микола Рибников зафільмувався в картині Е. Рязанова «Дівчина без адреси» — хоча публіка гаряче прийняла фільм — він зайняв друге місце в прокаті, — критика (як і сам режисер) визнала його не дуже вдалим. Утім, у 1961 році актор погодився фільмуватися в комедії, коли режисер Юрій Чулюкін запросив його на головну роль лісоруба Іллі Ковригіна у фільмі «Дівчата». Ця картина мала величезний глядацький успіх і до цього дня залишається в числі найкращих комедій радянського кіно. Надалі Миколу Рибникова багато фільмували, на його ліку такі фільми, як «Їм підкоряється небо», «Війна і мир» (де він виконав роль Дениса Давидова), «Звільнення», «Хокеїсти». Великий успіх випав на долю картини «Сьоме небо» (1972), в якій Микола Рибников знявся зі своєю дружиною Аллою Ларіоновою.
Наприкінці 70-х і в 80-х роках актора запрошували фільмуватися чимраз рідше і здебільшого в епізодичних ролях. Найбільш запам'яталася роль Рибникова цього періоду — Кіндрат Петрович у стрічці «Вийти заміж за капітана» (1985).
Помер від серцевого нападу. Поховано в Москві на Троєкурівському кладовищі.

## Фільмографія
| Рік  |   | Українська назва                              | Оригінальна назва                                | Роль |
| ---- | - | --------------------------------------------- | ------------------------------------------------ | --- |
| 1951 | ф | Сільський лікар                               | рос. Сельский врач                               | Гість на весіллі (відсутній в титрах)                                                                      |
| 1953 | ф | Команда з нашої вулиці                        | рос. Команда с нашей улицы                       | Дроздов |
| 1953 | ф | Таємнича знахідка                             | рос. Таинственная находка                        | Член екіпажу траулера «Славний»                                                                            |
| 1954 | ф | Запасний гравець                              | рос. Запасной игрок                              | Петров, воротар                                                                                            |
| 1954 | ф | Тривожна молодість                            | рос. Тревожная молодость                         | Григоренко                                                                                                 |
| 1955 | ф | Чужа рідня                                    | рос. Чужая родня                                 | Федір Гаврилович Соловейко                                                                                 |
| 1956 | ф | Дорога правди                                 | рос. Дорога правды                               | Кореньков, директор заводу                                                                                 |
| 1956 | ф | Весна на Зарічній вулиці                      | рос. Весна на Заречной улице                     | Саша Савченко, сталевар-передовик                                                                          |
| 1957 | ф | Висота                                        | рос. Высота                                      | Микола Пасічник, бригадир монтажників                                                                      |
| 1957 | ф | Дівчина без адреси                            | рос. Девушка без адреса                          | Паша Гусаров, будівельник                                                                                  |
| 1957 | ф | Поруч з нами                                  | рос. Рядом с нами                                | Чумов |
| 1958 | ф | Кочубей                                       | рос. Кочубей                                     | Кочубей |
| 1958 | ф | Відьма                                        | рос. Ведьма                                      | Листоноша                                                                                                  |
| 1959 | ф | Чумацький шлях                                | рос. Млечный путь                                | Гліб Іванович, вчитель                                                                                     |
| 1960 | ф | Нормандія — Неман                             | рос. Нормандия — Неман                           | Тарасенко, капітан                                                                                         |
| 1960 | ф | Тричі воскреслий                              | рос. Трижды воскресший                           | Микола Шмельов, перший комісар «Орлятка» (відсутній в титрах)                                              |
| 1961 | ф | Два життя                                     | рос. Две жизни                                   | Семен Востріков                                                                                            |
| 1961 | ф | Дівчата                                       | рос. Девчата                                     | Ілля Ковригін, бригадир лісорубів, передовик виробництва                                                   |
| 1963 | ф | Їм підкоряється небо                          | рос. Им покоряется небо                          | Олексій Степанович Колчин, льотчик-випробувач                                                              |
| 1964 | ф | Хокеїсти                                      | рос. Хоккеисты                                   | Василь Лашков, тренер «Ракети»                                                                             |
| 1966 | ф | Дядечків сон                                  | рос. Дядюшкин сон                                | Павло Олександрович Миршавців, наречений Зіни, далекий родич князя                                         |
| 1967 | ф | Розбудіть Мухіна!                             | рос. Разбудите Мухина!                           | Бенкендорф, шеф жандармів / Тит Валерій / інквізитор                                                       |
| 1968 | ф | Війна і мир                                   | рос. Война и мир                                 | Денис Давидов                                                                                              |
| 1968 | ф | Довгий день Кольки Павлюкова                  | рос. Длинный день Кольки Павлюкова               | Василь Красильников                                                                                        |
| 1968 | ф | Напрямок — Берлін                             | рос. Направление — Берлин                        | Всеволод Іванович Поляк, капітан                                                                           |
| 1968 | ф | Визволення                                    | рос. Освобождение                                | Михайло Федорович Панов, генерал-майор, командир 1-го гвардійського танкового корпусу                      |
| 1968 | ф | Люди, як річки                                | рос. Люди, как реки                              | Григорій                                                                                                   |
| 1969 | ф | Старий знайомий                               | рос. Старый знакомый                             | Анохін Сергій Сергійович, доктор ф.-м. наук, він же — Фантабарас, губернатор неіснуючого острівної держави |
| 1971 | ф | Сьоме небо                                    | рос. Седьмое небо                                | Іван Сергійович Мазаєв, шахтопрохідник                                                                     |
| 1972 | ф | Коло                                          | рос. Круг                                        | Віктор Степанович Васильців, комерційний директор хімфармзаводу                                            |
| 1972 | ф | Мармуровий будинок                            | рос. Мраморный дом                               | Мамочко |
| 1974 | ф | Бо люблю                                      | рос. Потому что люблю                            | Роман Гнатович Білий, полковник                                                                            |
| 1975 | ф | Сім'я Іванових                                | рос. Семья Ивановых                              | Іван Іванович Іванов, сталевар                                                                             |
| 1976 | ф | Розвага для старичків                         | рос. Развлечение для старичков                   | Непийвода, акордеоніст                                                                                     |
| 1977 | ф | Друга спроба Віктора Крохіна                  | рос. Вторая попытка Виктора Крохина              | Федір Іванович, вітчим Віктора                                                                             |
| 1977 | ф | Є ідея!                                       | рос. Есть идея!                                  | Григорій Олександрович Потьомкін, князь                                                                    |
| 1978 | ф | Коли йдеш – іди                               | рос. Уходя — уходи                               | Семен Семенович, головний бухгалтер овочевої бази                                                          |
| 1979 | ф | Друга весна                                   | рос. Вторая весна                                | Федір Фролов, воєнком                                                                                      |
| 1979 | ф | Останнє полювання                             | рос. Последняя охота                             | Безіменний персонаж                                                                                        |
| 1979 | ф | Бабусі надвоє сказали...                      | рос. Бабушки надвое сказали…                     | Інспектор ДАІ                                                                                              |
| 1981 | ф | Я — Хортиця                                   | рос. Я — Хортица                                 | Філімонов, генерал-майор                                                                                   |
| 1981 | ф | Будь здоровий, дорогий!                       | рос. Будь здоров, дорогой!                       | Микола Федорович Єрофєєв                                                                                   |
| 1982 | ф | Без року тиждень                              | рос. Без году неделя                             | Іван Олексійович Міщенко, заступник начальника річкового управління                                        |
| 1985 | ф | Вийти заміж за капітана                       | рос. Выйти замуж за капитана                     | Кіндрат Петрович, сусід Олени                                                                              |
| 1987 | ф | Нічний екіпаж                                 | рос. Ночной экипаж                               | Нікітін, таксист                                                                                           |
| 1990 | ф | Заборонена зона                               | рос. Запретная зона                              | Олександр Степанович Іванцов, голова обласної надзвичайної комісії                                         |
| 1988 | ф | Молода людина з хорошої сім'ї                 | рос. Молодой человек из хорошей семьи            | Гордей |
| 1989 | ф | Приватний детектив, або Операція «Кооперація» | рос. Частный детектив, или Операция «Кооперация» | Кандидат на виборах                                                                                        |
| 1990 | ф | Вийди!                                        | рос. Изыди!                                      | Никифор, шинкар                                                                                            |

## Сім'я

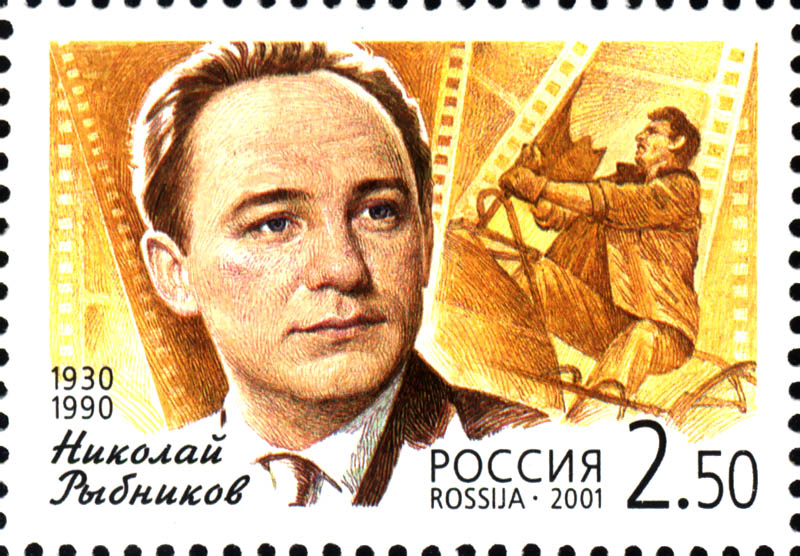
Микола Рибников

- Батько — Микола Миколайович.
- Мати — Клавдія Олександрівна.
- Дружина — актриса Алла Ларіонова. Одружилися 2 січня 1957.
  - Дочка Олена (удочерена, вона дочка актора І. Ф. Переверзєва, з яким Алла жила у фактичному шлюбі до весілля з Рибниковим). Микола Рибников удочерив дівчинку і все життя вважав за рідну доньку. Олена тепер на пенсії, до цього — працювала монтажером на ТБ.
  - Дочка Арина — (нар. 19 червня 1961). Хворіла на алкоголізм. (Померла 17 червня 2004).

Онуків немає.